# Жуля Верна (станція швидкісного трамвая)
50°25′36″ пн. ш. 30°22′28″ сх. д. / 50.42667° пн. ш. 30.37444° сх. д.
«Жу́ля Ве́рна» (до 2023 року — «Ромена Роллана») — станція Правобережної лінії Київського швидкісного трамвая, розташована між станціями «Кільцева дорога» та «Гната Юри». Відкрита в 1977 році. Названа за однойменним бульваром.

## Історія
З 9 червня 2007 року до 8 квітня 2008 року станція була закрита через реконструкцію ділянки «Кільцева дорога — Гната Юри». Після реконструкції замість старих посадкових платформ були збудовані нові з пластиковим шумозахисним парканом, а також підвищено рівень платформи.
13 червня 2009 року була закрита на реконструкцію разом із ділянкою «Вацлава Гавела» — «Гната Юри» (організувати рух з боку Михайлівської Борщагівки без прокладання нових колій неможливо). 2009 року було демонтовано споруджену в 2008 році станцію, а на її місці зведено нову з арочним перекриттям над платформами та коліями. 16 жовтня 2010 року станція швидкісних трамваїв відкрита після реконструкції, на ній зупиняються трамваї маршрутів № 2 і № 3. Також під час реконструкції станції було збудовано дві будівлі на виходах зі станції через підземний перехід.
Вихід у місто — через підземний перехід, у переході встановлені турнікети (з жовтня 2010 року). У підземному переході станції була розташована мозаїчна композиція, демонтована під час реконструкції станції. На її місці встановлена інформаційна панель зі схемою лінії та біографією[джерело?] Ромена Роллана.
З 30 вересня 2019 року станція «Ромена Роллана» є кінцевою зупинкою трамвайного маршруту № 3 на час реконструкції станції «Кільцева дорога».
У жовтні 2022 року бульвар Ромена Роллана було перейменовано на честь французького письменника-фантаста Жуля Верна, внаслідок чого станція, яка назва на честь вулиці, також отримала нову назву.

## Зображення

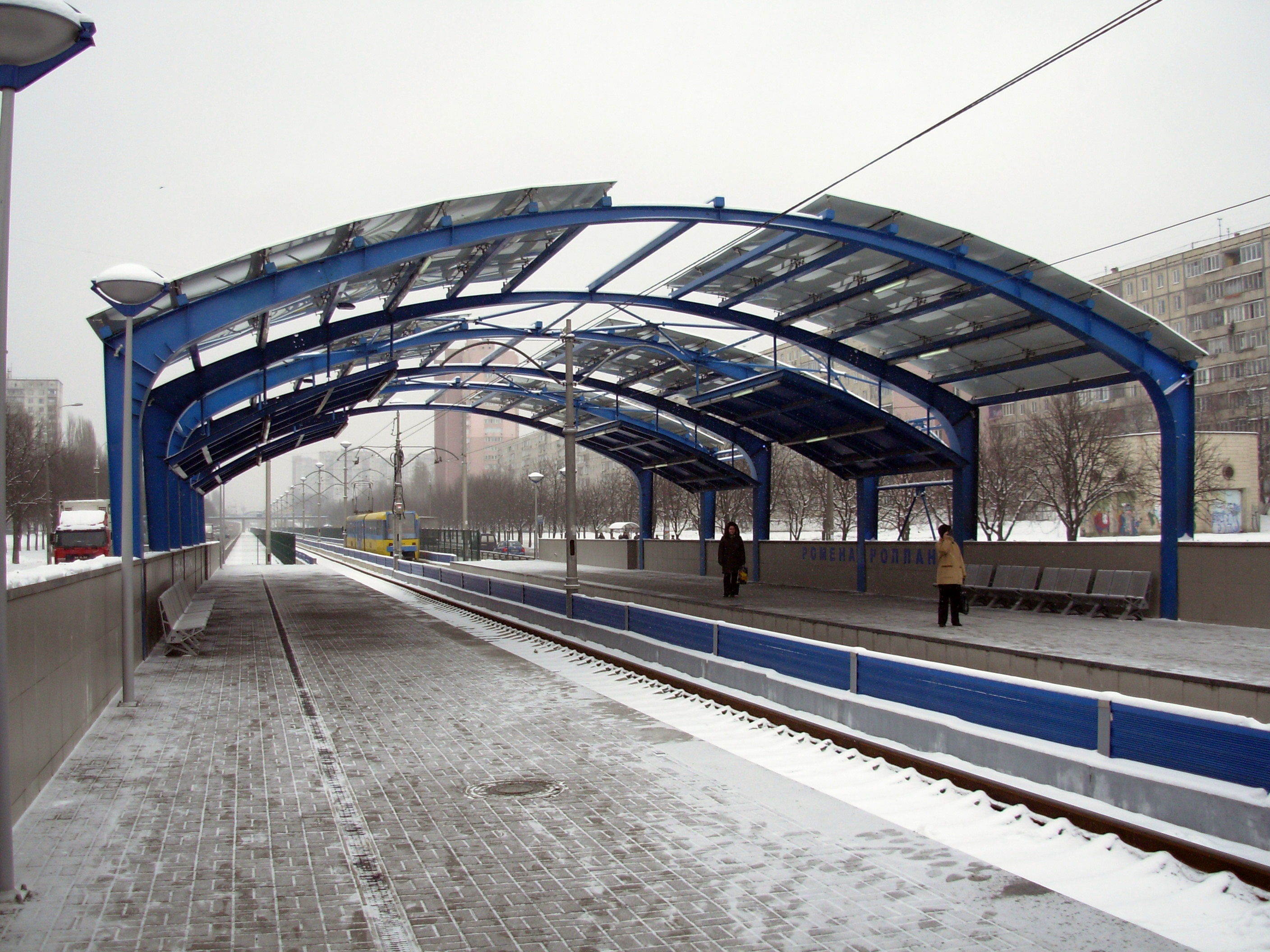
Вид на посадкову платформу з боку виходу в місто
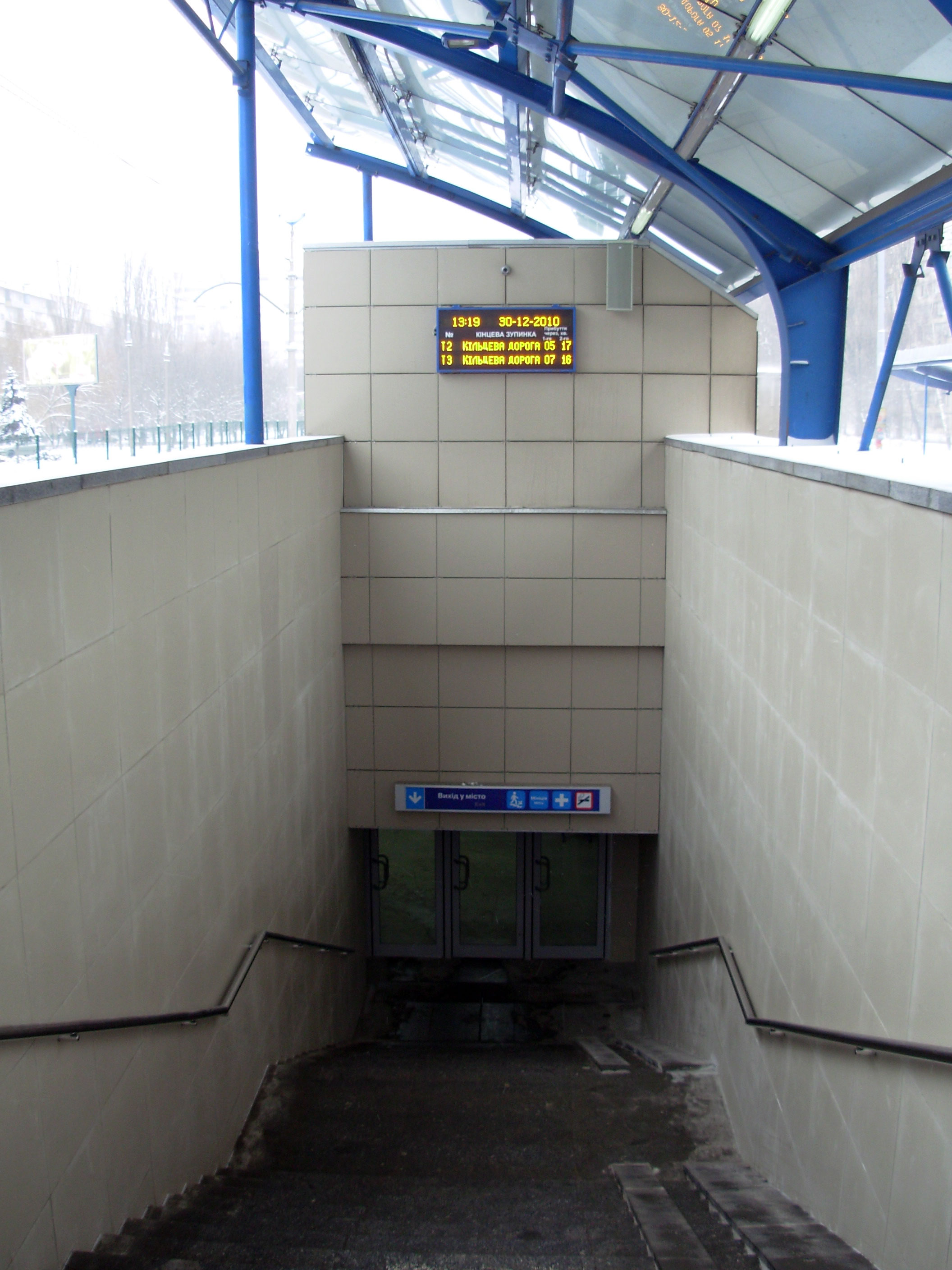
Вихід з платформ у місто
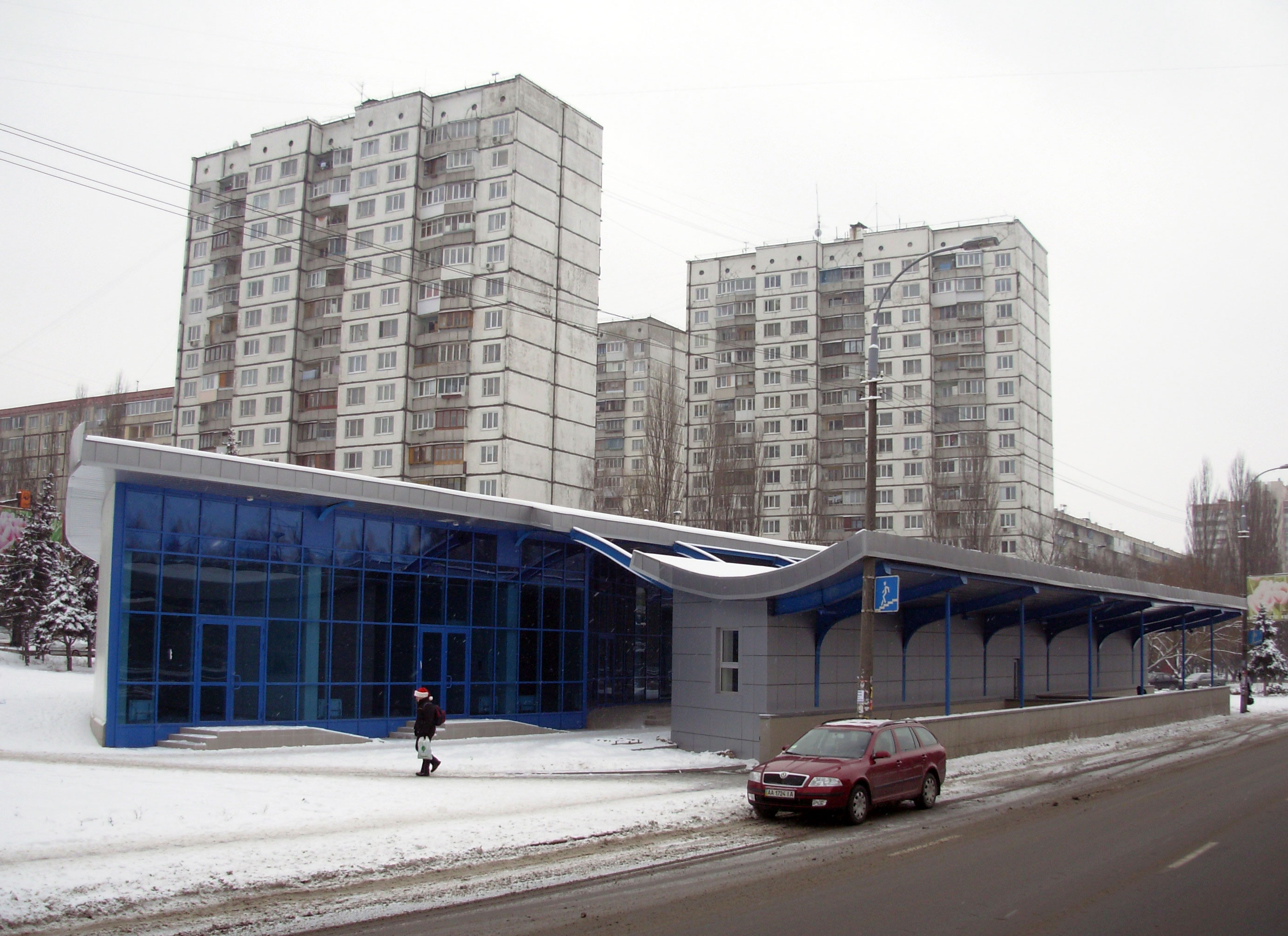
Вхід на станцію
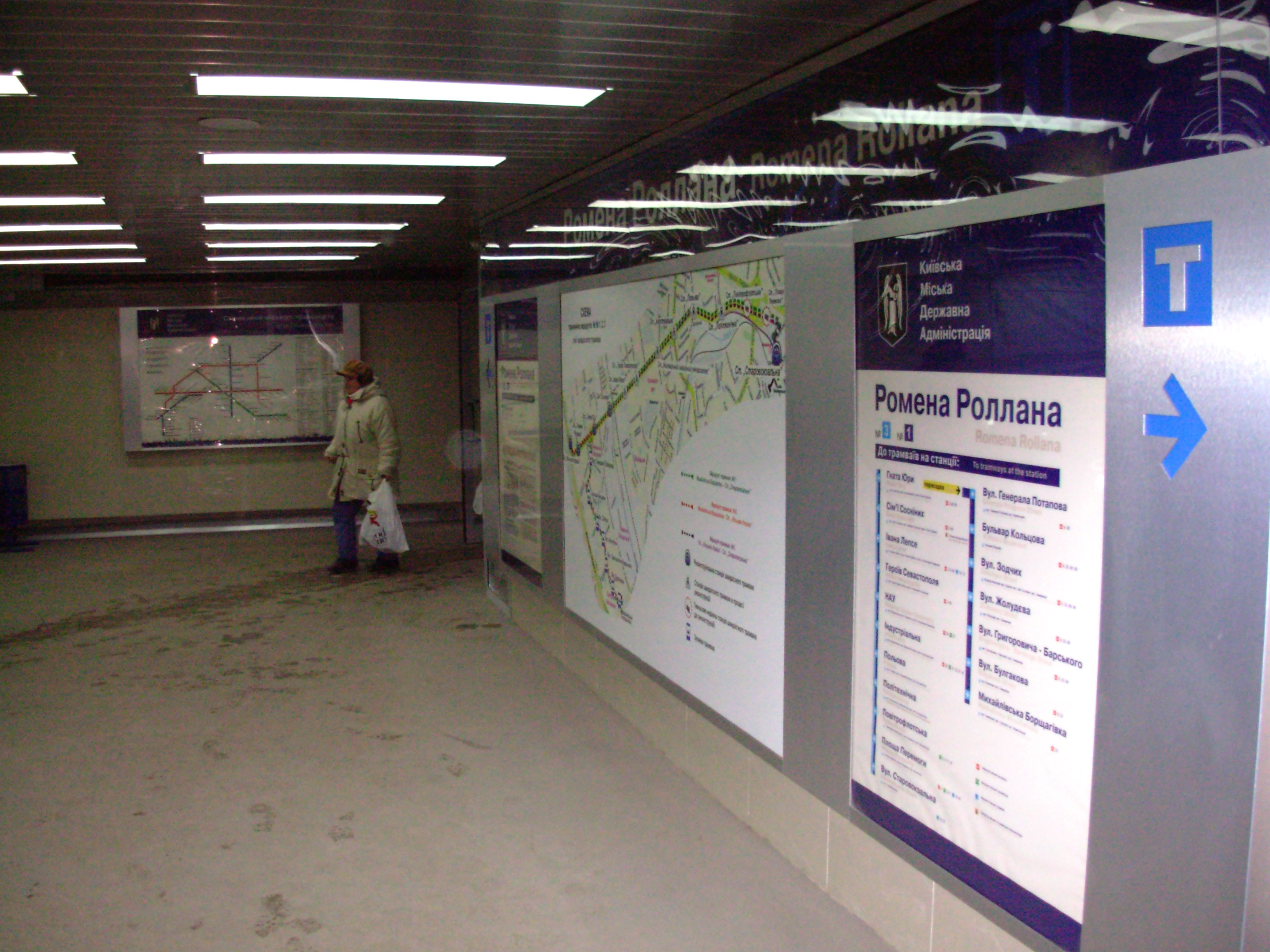
Підземний вестибюль
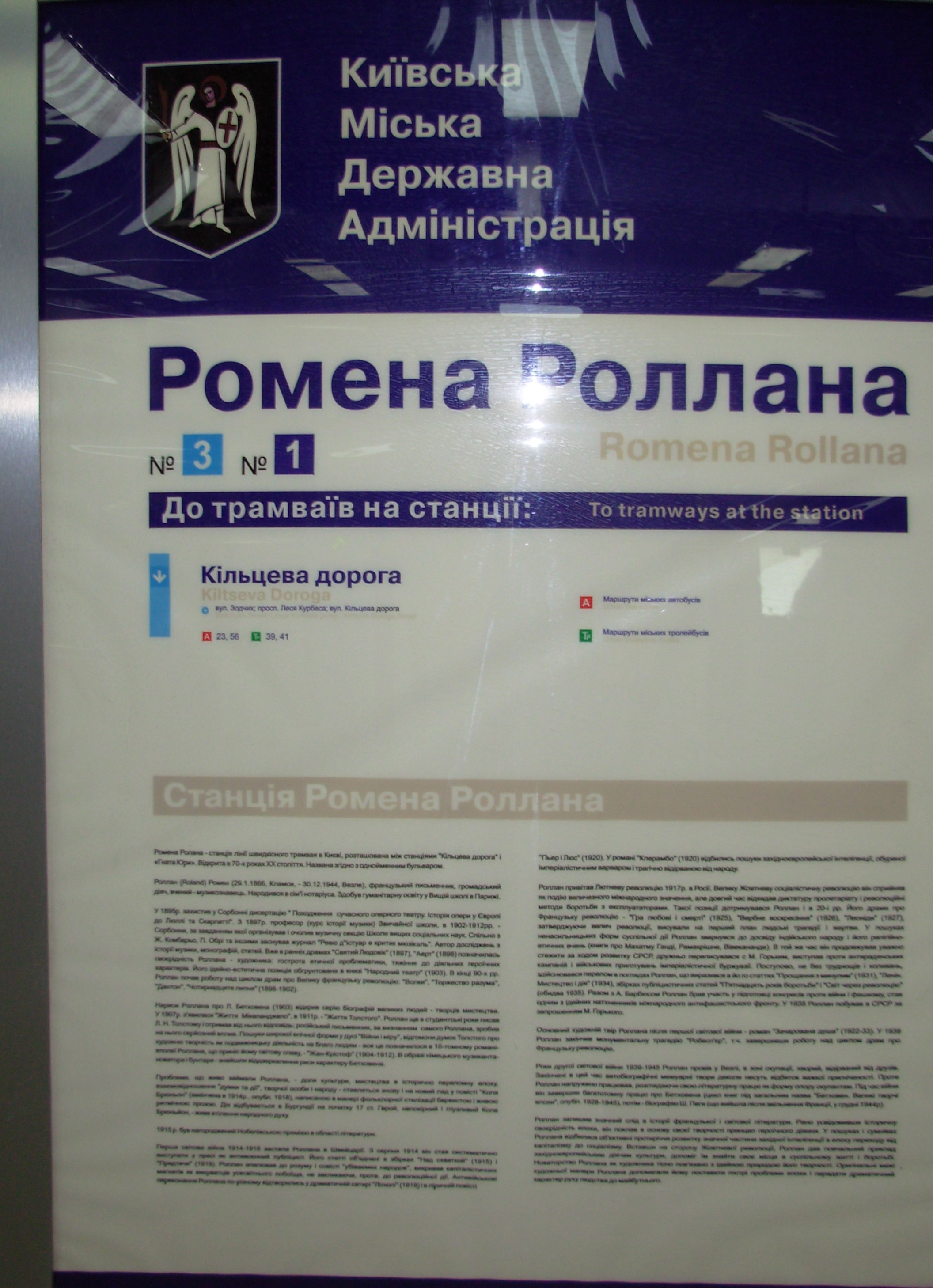
Інформаційна панель у підземному вестибюлі
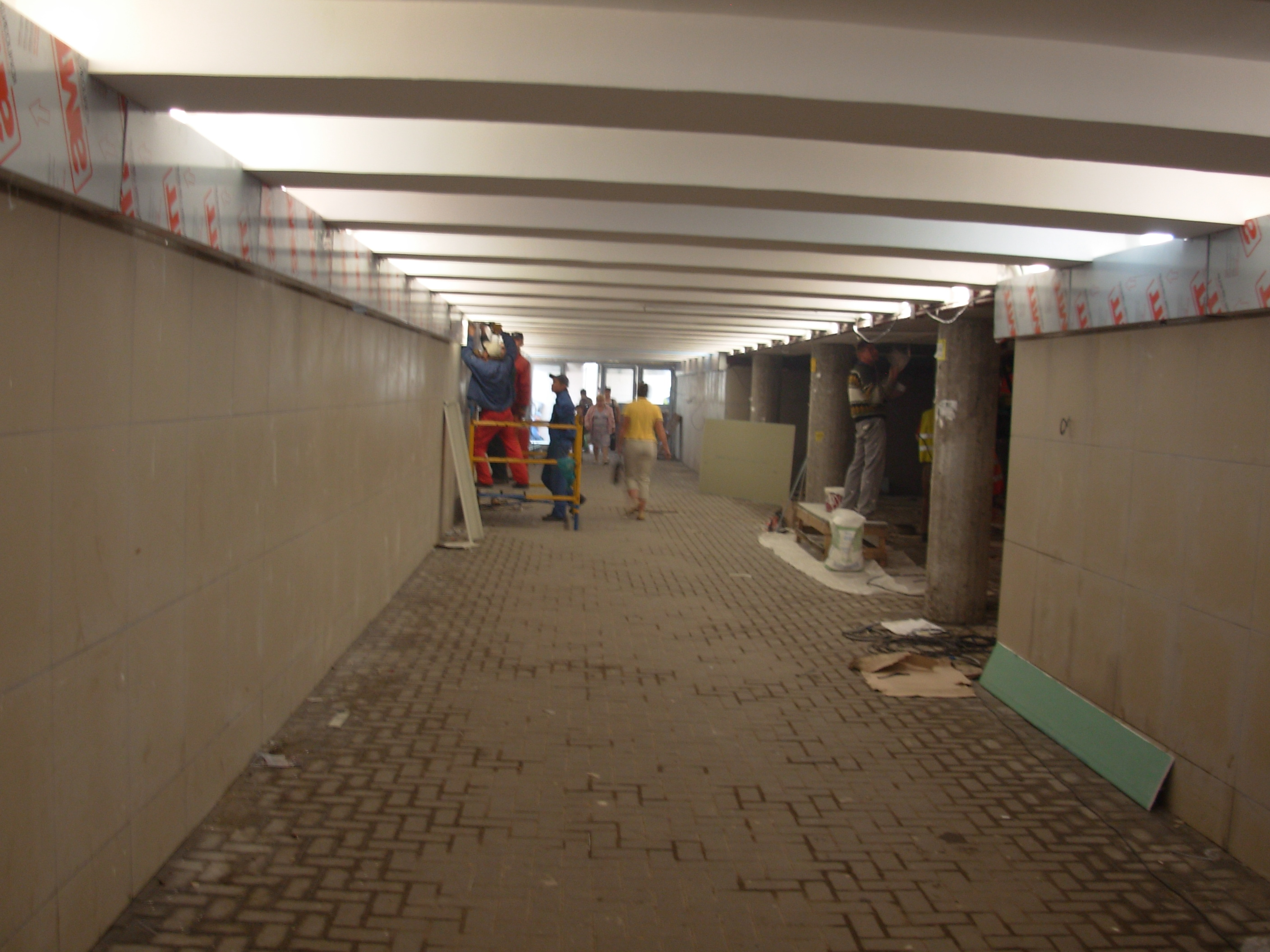
Підземний перехід станції
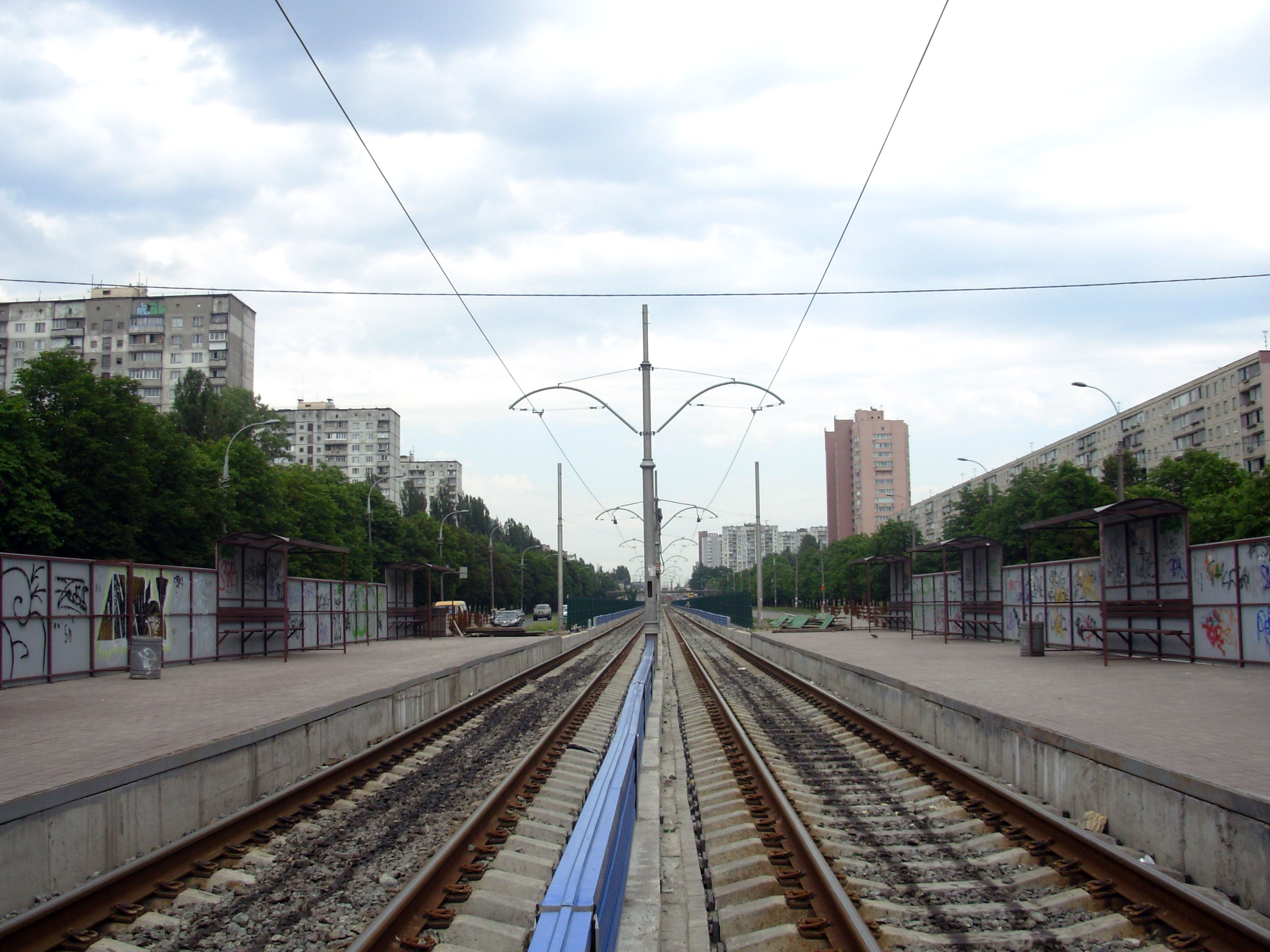
Загальний вигляд станції, 2009
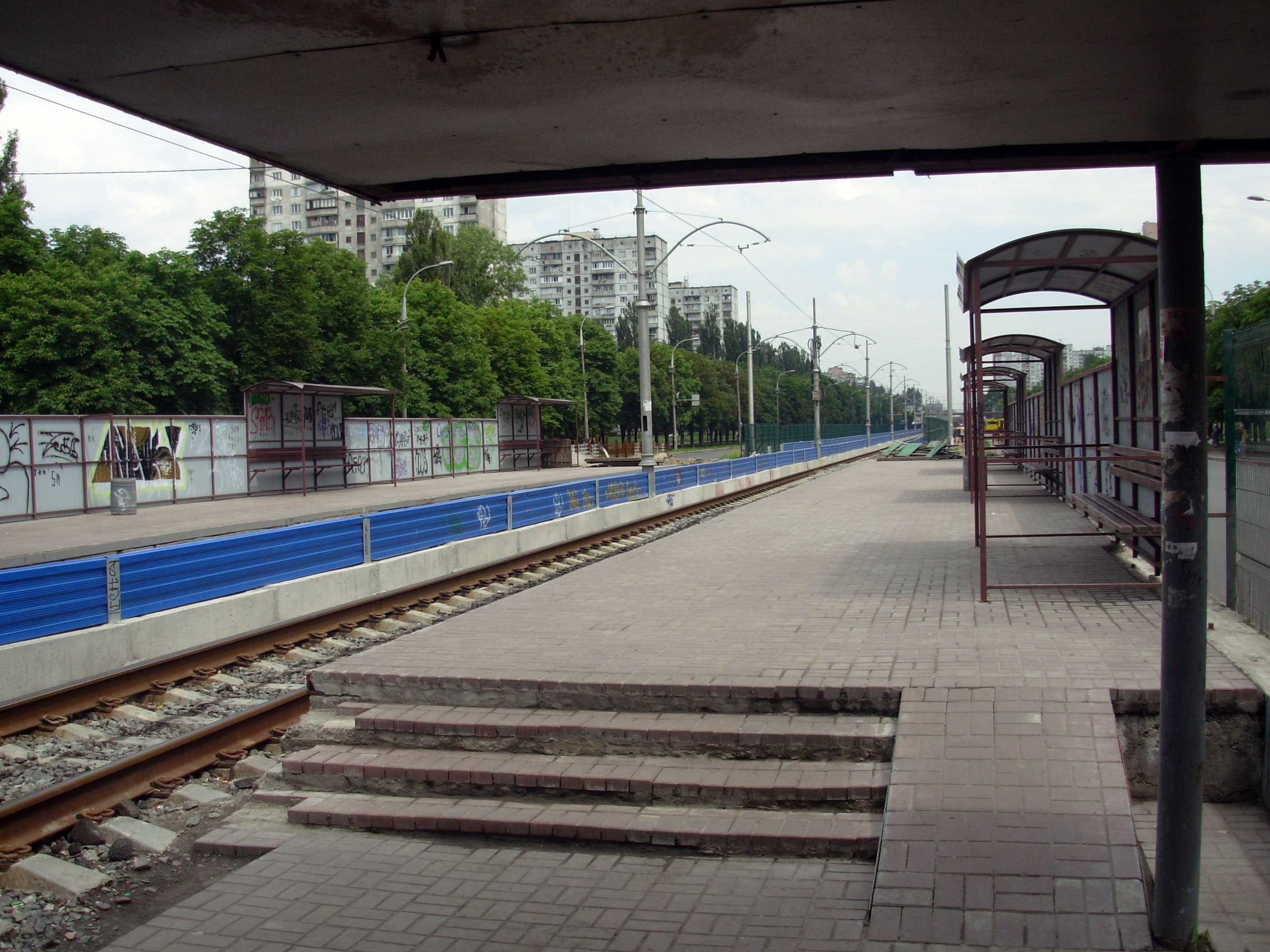
Вид на платформу з підземного переходу, 2009
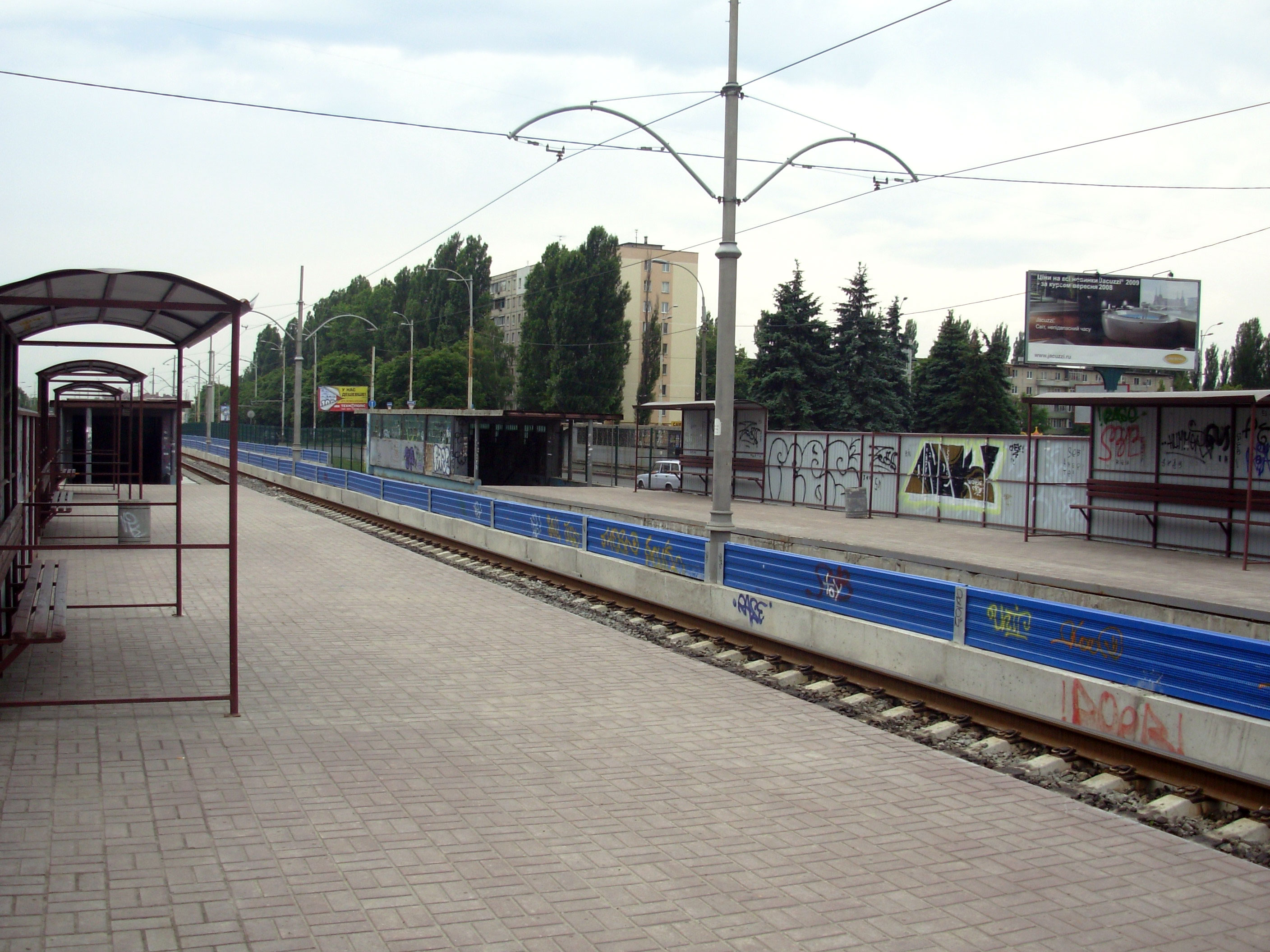
Посадкова платформа, 2009
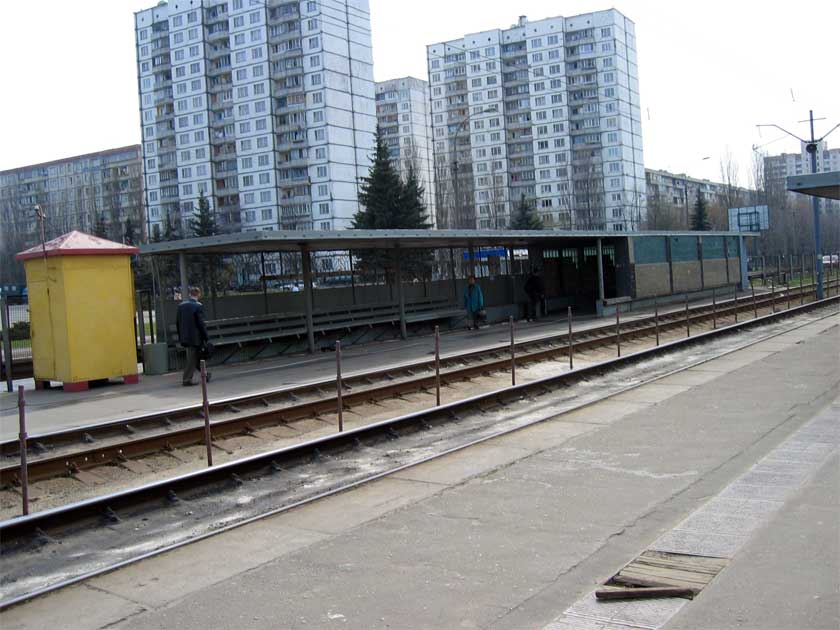
Посадкові платформи, 2005
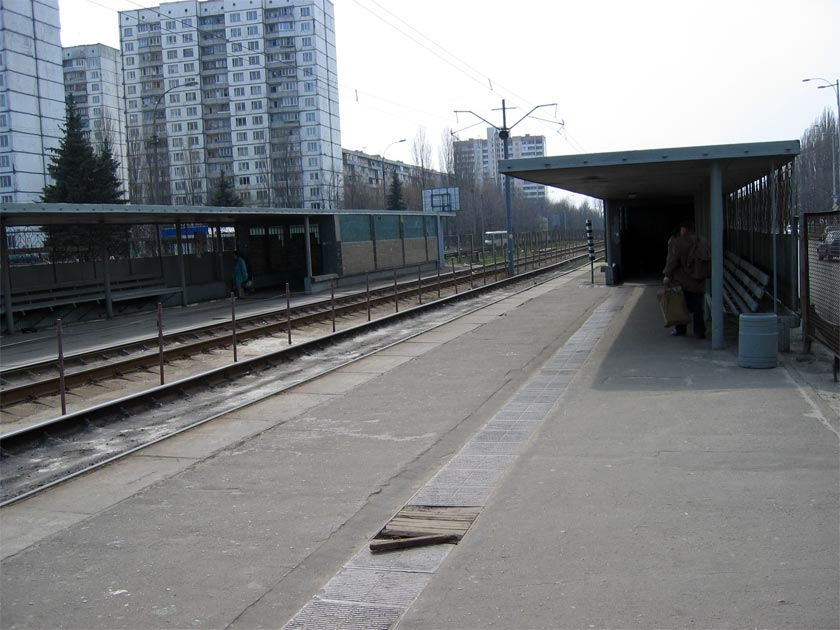
Посадкова платформа, 2005
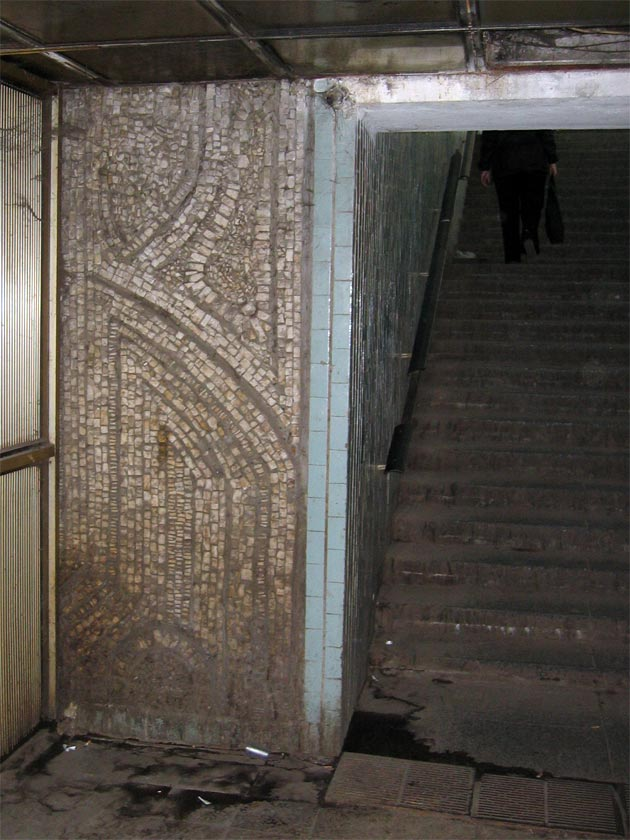
Фрагмент мозаїки у підземному переході, 2005 (нині демонтована)